# بیمه معلم
بیمه معلم یکی از شرکت‌های بیمه خصوصی در ایران است. بیمه معلم با عنوان اولیه “شرکت بیمه صادرات و سرمایه‌گذاری” در بیستم دی ماه سال ۱۳۷۳ با مشارکت نظام بانکی و به منظور کاهش اثرات منفی ریسک‌های سیاسی و تجاری و همچنین توسعه فعالیت‌های صادراتی و ارائه پوشش‌های بیمه‌ای لازم در مقابل ریسک‌های موجود، تأسیس گردید. در قدم نخست، این شرکت، فعالیت خود را در زمینه بیمه‌های اعتباری آغاز نمود و سپس به تدریج، دامنه فعالیت‌های خود را در سایر رشته‌های بیمه توسعه داد. پس از واگذاری بخش عمده سهام شرکت در سال ۱۳۸۶، بر اساس تصمیم مجمع عمومی صاحبان سهام، نام شرکت به «بیمه معلم» تغییر یافت. هم‌اکنون شرکت بیمه معلم با مشارکت سهامداران عمده خود شامل شرکتهای «ساختمانی معلم»، «بازرسی مهندسی و صنعتی ایران»، «سرمایه‌گذاری کشتیرانی»، «سرمایه‌گذاری فرهنگیان»، «بانک سرمایه»، «کشتیرانی اقیانوس خروشان کیش» و «شرکت سرمایه‌گذاری راستین نوین کیش»، در کلیه رشته‌های بیمه زندگی و غیر زندگی فعالیت می‌نماید و دامنه فعالیت آن در سراسر کشور گسترده است.

## موضوع فعالیت
این شرکت توانست به تدریج دامنه فعالیتهای خود را توسعه داده و موفق به اخذ مجوز فعالیت از بیمه مرکزی جمهوری اسلامی ایران در کلیه رشته‌های بیمه زندگی، بیمه اموال، بیمه مسئولیت و بیمه اتکائی گردد.

## سرمایه
آخرین سرمایه شرکت بیمه معلم (سهامی عام) مبلغ ۷٫۵۰۰٫۰۰۰ میلیون ریال، متشکل از ۷٫۵۰۰ میلیون برگ سهم عادی با نام ۱۰۰۰ ریالی می‌باشد.

## سهامداران
جدول زیر بیانگر ترکیب سهامداران عمده شرکت است. (تاریخ بروزرسانی خرداد ماه 1404)
| ردیف | نام سهامدار                        | درصد سهم |
| ---- | ---------------------------------- | -------- |
| ۱    | شرکت سرمایه‌گذاری کشتیرانی ج.ا. ا   | 18.7%    |
| 2    | شرکت سرمایه گذاری فرهنگیان         | 18%      |
| 3    | شركت سرمایه گذاری سایه گستر سرمایه | 17.8%    |
| 4    | شركت سرمایه گذاری سرمایه گستر سهند | 17%      |
| 5    | شركت سرمایه گذاری راستین نوین کیش  | 7.7%     |
| 6    | شركت كشتیرانی اقیانوس خروشان كیش   | 7.4%     |
| 7    | شركت سرمایه گذاری تدبیر فرهنگیان   | 2.1%     |

## اعضای هیات مدیره
جدول زیر مشخصات اعضای هیات مدیره شرکت بیمه معلم می باشد.
| ردیف | سمت                       | نام و نام خانوادگی |
| ---- | ------------------------- | ------------------ |
| 1    | رئیس هیات مدیره           | سعید صحت           |
| 2    | نایب رئیس هیات مدیره      | سعید جبلی          |
| 3    | عضو هیات مدیره و مدیرعامل | مفید امینی         |
| 4    | عضو هیات مدیره            | داود الماسی        |
| 5    | عضو هیات مدیره            | هادی گنج خانلو     |

## معاونین و مدیران
جدول زیر مشخصات معاونین و مدیران شرکت بیمه معلم می باشد.
| ردیف | سمت                                 | نام و نام خانوادگی       |
| ---- | ----------------------------------- | ------------------------ |
| ۱    | معاون اقتصادی و پشتیبانی            | یوسف مقدمی               |
| 2    | معاون فنی                           | فرشید بخشی               |
| 3    | معاون فروش و امور مشتریان           | منصور حسینی              |
| 4    | معاون برنامه ریزی و توسعه بازار     | جابر توان                |
| 5    | مدیر حوزه هیات مدیره و مدیرعامل     | سید مرتضی میرمهدی پور    |
| 6    | مدیر سرمایه انسانی                  | مهدی روحی خلیلی          |
| 7    | مدیر بیمه های اتکایی                | فرشته رجوانی             |
| 8    | مدیر حسابرسی و کنترل داخلی          | امیرحمزه ملکیان          |
| 9    | مدیر روابط عمومی                    | فرحناز دهقی              |
| 10   | مدیر امور مالی                      | امیرحسن کرمی             |
| 11   | مدیر پشتیبانی                       | حسام خیراندیش            |
| 12   | مدیر فناوری اطلاعات                 | بهگل فطان                |
| 13   | مدیر طرح و برنامه                   | مصطفی احمدی نژاد         |
| 14   | مدیر تحقیق و توسعه بازار            | مهرداد مهدی زاده         |
| 15   | مدیر امور شعب                       | مجتبی نادری              |
| 16   | مدیر امور مشتریان                   | ابوالفضل اسفندی          |
| 17   | مدیر بیمه های اشخاص                 | مریم اماني               |
| 18   | مدیر بیمه های زندگی                 | پریسا ملکی               |
| 19   | مدیر بیمه های مسئولیت               | بهروز طیار               |
| 20   | مدیر بیمه های مهندسی،انرژی و خاص    | احمد خداپسند             |
| 21   | مدیر بیمه های اتومبیل               | میلاد حاجيان             |
| 22   | مدیر بیمه های آتش سوزی              | سید محمدرضا محمودی حسینی |
| 23   | مدیر بیمه های باربری،کشتی و هواپیما | محمد حبیبی               |
| 24   | مدیر مرکز نوآوری                    | محمدرضا میری             |

## شعب داخل کشور
جدول زیر مشخصات شعب و باجه های این شرکت می باشد.
| ردیف | استان               | شهر             | مدیر                 | آدرس                                                                                                  |
| ---- | ------------------- | --------------- | -------------------- | --- |
| ۱    | اردبیل              | پارس آباد       | رويا حاجی نژاد       | پارس آباد، خیابان شهید بهشتی، نبش میدان شورا                                                          |
| 2    | اردبیل              | اردبیل          | رويا حاجی نژاد       | اردبيل، ميدان جانبازان، خيابان عطايي، پلاک38                                                          |
| 3    | اصفهان              | شهرضا           | فرشید ناظمی          | شهرضا، بلوار مطهری، چهارراه مدرس، پلاک 3258                                                           |
| 4    | اصفهان              | نجف آباد        | مهدی حیدری           | نجف آباد، خیابان شریعتی، قبل از چهارراه معلم، نبش کوچه یاس                                            |
| 5    | اصفهان              | اصفهان          | رامین رحمانی ساسانی  | اصفهان، خیابان آپادانا دوم، کوچه نهم، بیمه معلم مجتمع اصفهان                                          |
| 6    | اصفهان              | کاشان           | ایمان طاهرزاده       | کاشان، میدان جهاد، بلوار معمار، کوی شهامت 3، بیمه معلم شعبه کاشان                                     |
| 7    | البرز               | کرج             | حاتم نعمتی           | کرج، خیابان گلشهر، بلوار پونه، پلاک57                                                                 |
| 8    | ایلام               | ایلام           | سیروس اکبری          | ایلام 24 متری ولیعصر، پایین تر از چهار راه مقاومت، جنب بانک سپه                                       |
| 9    | آذربایجان شرقی      | تبریز           | پریسا قربانی         | تبریز، خیابان 17 شهریور، پلاک 45                                                                      |
| 10   | آذربایجان شرقی      | مراغه           | امیرمسعود كاظمی راد  | مراغه، میدان شهرداری، خیابان قدس، پلاک 28                                                             |
| 11   | آذربایجان شرقی      | مرند            | حامد مهرپروین        | مرند، خیابان پاسداران، نبش کوی اندیشه                                                                 |
| 12   | آذربایجان شرقی      | میانه           | سیدمحمدمهدی مهرجویان | میانه، خیابان سرآسیاب، کوچه شهریار، پلاک 30                                                           |
| 13   | آذربایجان غربی      | مهاباد          | ابراهیم رستمی فام    | مهاباد، نرسیده به چهار راه بسیج، خیابان توانیر                                                        |
| 14   | آذربایجان غربی      | ارومیه          | ابراهیم رستمی فام    | ارومیه، خیابان دانشکده، کوچه21، پلاک162                                                               |
| 15   | آذربایجان غربی      | خوی             | سجاد چهره آراء       | خوی، میدان مادر، بلوار آصفی                                                                           |
| 16   | بوشهر               | بوشهر           | شیدا مزارعی          | بوشهر، میدان امام خمینی(ره)، خیابان شهید بهشتی،خیابان فرودگاه، پلاک84                                 |
| 17   | بوشهر               | بندر عسلویه     | شیدا مزارعی          | عسلویه، میدان لنج، خیابان ساحلی، پلاک79/1                                                             |
| 18   | تهران               | تهران           | امیر الوند غیاثوند   | تهران، بزرگراه شهید سلیمانی، مترو تهرانپارس، چهارراه تیرانداز، پلاک127                                |
| 19   | تهران               | تهران           | حسن پورحسینی         | تهران، میدان طجرلو، مجتمع کشتیرانی ج.ا.ا، ساختمان خلیج فارس، طبقه اول                                 |
| 20   | تهران               | تهران           | حسن پورحسینی         | تهران، چهارراه فرمانیه، مجتمع کشتیرانی ج.ا.ا، باجه شیان                                               |
| 21   | تهران               | تهران           | محمدعلی قائمی        | تهران، میدان ونک، بلوار شهید حقانی، پلاک56                                                            |
| 22   | تهران               | تهران           | سمیه شاهوار          | تهران، میدان ونک، خیابان خدامی، پلاک 2،طبقه همکف                                                      |
| 23   | تهران               | تهران           | آرمان سنگین آبادی    | تهران، میدان فردوسی، خیابان شهید سپهبد قرنی، نبش خیابان محمدی، ساختمان ستاد مرکزی وزارت آموزش و پرورش |
| 24   | تهران               | تهران           | آرمان سنگین آبادی    | تهران، خیابان قائم مقام فراهانی، نبش کوچه شبنم، بیمه معلم شعبه آموزش و پرورش                          |
| 25   | تهران               | تهران           | نازیلا پورابراهیم    | تهران، میدان طرشت، میدان تیموری، خیابان صالحی، پلاک146                                                |
| 26   | تهران               | تهران           | ابوالفصل اسفندی      | تهران، تهران، میدان ونک، بلوار حقانی، پلاک73                                                          |
| 27   | تهران               | شهر ری          | اردلان صادقیان       | شهر ری، میدان فرمانداری، خیابان شهید الیاس سلیمانی، میدان شهید اول، پلاک 80                           |
| 28   | تهران               | شهر قدس         | حسین صادق قول مقدم   | شهرقدس بلوارجمهوری، روبروی بلوار امیرکبیر                                                             |
| 29   | تهران               | اسلام شهر       | غلام حسینی           | اسلامشهر، شهرک لاله، خیابان شقایق4، پلاک10                                                            |
| 30   | چهارمحال و بختیاری  | شهرکرد          | احسان زمانی          | شهرکرد، بلوار فارابی، خیابان ورزش، کوچه2، پلاک33                                                      |
| 31   | خراسان جنوبی        | بیرجند          | غلام اكبری           | بیرجند، بلوار غفاری، خیابان غفاری 14، پلاک2                                                           |
| 32   | خراسان جنوبی        | طبس             | محمدرضا سیفی         | طبس، بلوار گلستان، پلاک 26                                                                            |
| 33   | خراسان رضوی         | مشهد            | حمید مالدار          | مشهد، اتوبان وکیل آباد،بعد از وكیل آباد27، پلاک627                                                    |
| 34   | خراسان رضوی         | مشهد            | حمید مالدار          | مشهد، خیابان کوه سنگی، نبش کوه سنگی 13، پلاک 321 مرکز خسارت                                           |
| 35   | خراسان رضوی         | سبزوار          | حمید مالدار          | سبزوار، خیابان عظیمیان، نبش اسد آبادی 32                                                              |
| 36   | خراسان رضوی         | نیشابور         | حمید مالدار          | نیشابور، بلوار بعثت ، جنب بعثت 13                                                                     |
| 37   | خراسان شمالی        | بجنورد          | مهدی محمدرحیم زاده   | بجنورد، خیابان امام خمینی، پلاک1077                                                                   |
| 38   | خوزستان             | اهواز           | علی خسروی            | اهواز، امانیه، فلکه ساعت، خیابان منصفی، پلاک 65                                                       |
| 39   | خوزستان             | اهواز           | علی خسروی            | اهواز، بلوار تخت سلیمان، پلاک43، شعبه فرهنگیان                                                        |
| 40   | خوزستان             | بندر امام خمینی | سینا ابراهیمی دزفولی | بندر امام خمینی(ره)، ساختمان کشتیرانی هوپاد                                                           |
| 41   | خوزستان             | بندر ماهشهر     | سینا ابراهیمی دزفولی | بندر ماهشهر، منطقه صنعتی، خیابان مسجد جامع، پلاک الف/17                                               |
| 42   | خوزستان             | خرمشهر          | سینا ابراهیمی دزفولی | خرمشهر، بلوار بیت المقدس، میدان ظفر                                                                   |
| 43   | خوزستان             | دزفول           | ایمان حسین دناك      | دزفول، بلوار شاه خراسان، نرسیده به خیابان امام خمینی(ره)                                              |
| 44   | زنجان               | زنجان           | الهام زبان دان       | زنجان، خیابان پروین اعتصامی، خیابان ابوریحان بیرونی، پلاک17/1                                         |
| 45   | زنجان               | ابهر            | موسی الرضا عباسی     | ابهر، خیابان طالقانی شمالی، جنب شهرداری منطقه ۳ شناط، کوچه عدل، پلاک 1+1                              |
| 46   | سمنان               | سمنان           | فرج اله شهاب         | سمنان، میدان امام رضا، بلوار هلال احمر، پلاک43                                                        |
| 47   | سمنان               | شاهرود          | فرج اله شهاب         | شاهرود، خیابان پیشوا، پلاک35                                                                          |
| 48   | سیستان و بلوچستان   | زاهدان          | سجاد مهربان          | زاهدان، خیابان مصطفی خمینی غربی،خیابان فرهاد، پلاک244                                                 |
| 49   | سیستان و بلوچستان   | چابهار          | سجاد مهربان          | چابهار، مجتمع فردوسی، پلاک214                                                                         |
| 50   | سیستان و بلوچستان   | زابل            | سجاد مهربان          | زابل، خیابان مدرس                                                                                     |
| 51   | فارس                | شیراز           | علیرضا علی نژاد      | شیراز، بلوار استقلال، پلاک128                                                                         |
| 52   | فارس                | لارستان         | علیرضا علی نژاد      | لار، بلوار پاسداران، مقابل بوستان محمدی                                                               |
| 53   | فارس                | جهرم            | حمدجواد خواجه پور    | جهرم، بزرگراه آزادگان، روبروی مسجد الغدیر                                                             |
| 54   | قزوین               | قزوین           | اسماعیل ملكی         | قزوین، میدان سرداران، بلوار میرعماد، خیابان فلسطین، بلوار دهخدا، پلاک59                               |
| 55   | قم                  | قم              | محمد پرواز           | قم، بلوار عطاران، خیابان شهید عراقی(مفتح شرقی)، پلاک181                                               |
| 56   | قم                  | قم              | روح اله محمدیاری     | قم، باجک دو، نبش کوچه 58، بیمه معلم شعبه فرهنگیان                                                     |
| 57   | کردستان             | سنندج           | محمدهژیر صادق وزیری  | سنندج، میدان کوهنورد، بلوار چمران، نبش خیابان صادق آباد                                               |
| 58   | کرمان               | کرمان           | مصطفی آخوندزاده      | کرمان، بلوار جمهوری اسلامی، خیابان استاد اکبر صوتی                                                    |
| 59   | کرمان               | جیرفت           | مصطفی آخوندزاده      | جیرفت، خیابان قرنی، حد فاصل چهارراه ژاندارمری تا چهارراه افضل، روبروی پیشخوان دولت فجر                |
| 60   | کرمان               | سیرجان          | مهدی شاهی مریدی      | سیرجان، تقاطع بلوار دکتر صادقی و سیدجمال، روبروی فضای سبز، جنب دفتر وکالت                             |
| 61   | کرمانشاه            | کرمانشاه        | افشار فلاحی          | کرمانشاه، بلوار گلریزان،حدفاصل چهارراه خرم و پمپ بنزین، روبروی پارک گلریزان                           |
| 62   | کهکیلویه و بویراحمد | یاسوج           | مهدی پایدار          | یاسوج، خیابان شهید قدوسی، نبش شهدای 4                                                                 |
| 63   | گلستان              | گرگان           | سعید میرپویان        | گرگان، میدان گرگانپارس، خیابان شهریور مرکزی، پلاک66                                                   |
| 64   | گلستان              | گنبد کاووس      | میثم جباری           | گنبد کاووس، خیابان مطهری، کوچه یازدهم، پلاک266                                                        |
| 65   | گیلان               | رشت             | ولی اله نمایشی       | رشت، بلوار گلباغ نماز، شهرک گلها، پلاک447                                                             |
| 66   | گیلان               | رشت             | مریم بلوری           | رشت، بعدمیدان جهاد، ابتدای بلوار قلیپور، بعداز کوچه باران، جنب ساختمان پارسا                          |
| 67   | گیلان               | بندر انزلی      | مریم امیدیان         | بندر انزلی، بلوار شهید فاتحی، سایت خودرو منطقه آزاد انزلی، بیمه معلم منطقه آزاد انزلی                 |
| 68   | گیلان               | بندر انزلی      | امید صابریكرنگ       | بندر انزلی، میدان مالا، شرکت بیمه معلم شعبه بندر انزلی                                                |
| 69   | گیلان               | لنگرود          | سارا فرخ نژاد        | لنگرود، خیابان حافظ، نرسیده به میدان معلم، نبش بن بست میراث، بیمه معلم شعبه لنگرود                    |
| 70   | گیلان               | آستارا          | رحمن پدیدار          | آستارا، خیابان حکیم نظامی غربی، نبش خیابان شهید محرمی نژاد، بیمه معلم شعبه آستارا                     |
| 71   | لرستان              | خرم آباد        | فریدون منصوری        | خرم آباد،میدان رازی، خیابان رازی، خیابان 16 متری، جنب مرکز بهداشت                                     |
| 72   | لرستان              | بروجرد          | حدیث عباسی           | بروجرد، میدان مدرس روبروی دانشگاه دندانپزشکی بروجرد، نبش کوچه فرهنگ                                   |
| 73   | مازندران            | ساری            | جعفر خطی             | ساری، میدان امام خمینی(ره)، بلوار جام جم                                                              |
| 74   | مازندران            | آمل             | جعفر خطی             | آمل، خیابان امام رضا(ع)، نبش رضوان 67                                                                 |
| 75   | مازندران            | نور             | جعفر خطی             | نور، خیابان امام خمینی(ره)، نبش خیابان سوردار 11                                                      |
| 76   | مازندران            | تنکابن          | رضا مدبر             | تنکابن، میدان وادی، خیابان جمهوری، جنب اداره برق                                                      |
| 77   | مازندران            | بابل            | محمود محمودیان       | بابل، کمربندی شرقی، خیابان ولیعصر، مابین گلستان 15 و 17، مقابل بیمه تامین اجتماعی شعبه دو             |
| 78   | مرکزی               | اراک            | كیاوش قاسمی          | اراک، خیابان رجایی، خیابان قدوسی، پلاک91                                                              |
| 79   | مرکزی               | ساوه            | كیاوش قاسمی          | ساوه، میدان آزادی، بلوار استاد مطهری، نبش مطهری25،ساختمان رستگار، پلاک2                               |
| 80   | هرمزگان             | بندرعباس        | جواد گلستانی         | بندرعباس، گلشهر شمالی، بلوار مصطفی خمینی(ره)                                                          |
| 81   | هرمزگان             | کیش             | سیدمجید میرصانع      | کیش، میدان امیرکبیر، بلوار ساحل، برج اداری آنا(ساختمان بورس)، طبقه همکف، واحد 8                       |
| 82   | همدان               | همدان           | علی آذری             | همدان، میدان جهاد، خیابان طالقانی، چهار راه حبیبی، بیمه معلم شعبه همدان                               |
| 83   | یزد                 | یزد             | روح الله حیدری       | یزد، چهارراه فرهنگیان، بلوار شهید سید محمد پاک نژاد، پلاک270                                          |

## شعب خارج از کشور
جدول زیر مشخصات شعب این شرکت در خارج از کشور می باشد.
| ردیف | کشور | شهر   | مدیر        | آدرس |
| ---- | ---- | ----- | ----------- | --- |
| ۱    | عراق | بغداد | رسول عویدی  | بغداد، خیابان سعدون، ساختمان حی، طبقه سوم، بیمه معلم شعبه عراق                                            |
| 2    | عراق | کربلا | مجتبی ناصری | کربلا، خیابان اسکان، روبروی کنسولگری جمهوری اسلامی ایران، مجتمع مالک اشتر، طبقه دوم، بیمه معلم شعبه کربلا |